# تريوت (المهرة)

تعديل مصدري - تعديل

تريوت هي إحدى قرى مديرية المسيلة التابعة لمحافظة المهرة، بلغ تعداد سكانها 46 نسمة حسب تعداد اليمن لعام 2004.